# Kristen hårdrock
Kristen hårdrock, även kallad white metal, är en heavy metal-genre vars sångtexter förmedlar kristna budskap. Det band som troligtvis haft störst framgång är Stryper.

## Historik

### 1970-talet
Det band som räknas som världens första kristna hårdrocksband är Resurrection Band (Rez Band) som startade i Chicago 1972.[källa behövs]

### 1980-talet

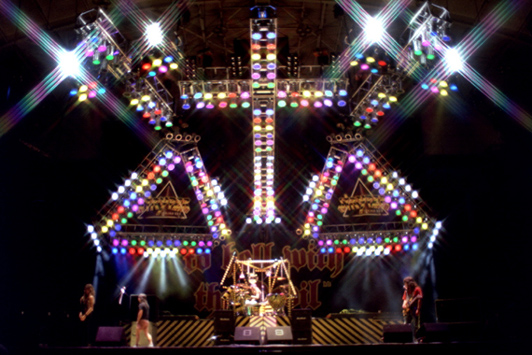
Stryper på scen under To Hell with the Devil-turnén 1986.

I början av 1980-talet kom det första stora kristna metalbandet Stryper. Redan 1975 startades Jerusalem som också räknas som en tidig kristen hårdrocksgrupp. Norman's sång "Why Should the Devil Have All the Good Music?" speglade idéerna, men de blev bara kända inom Sverige. Stryper blev en stor revolution i den kristna rockmusiken, men många (både kristna och andra) var mycket kritiska till detta och tyckte att man inte kunde vara kristen och spela metal [källa behövs]. 1981 bildades det svenska bandet Leviticus. Senare kom bland annat Whitecross, Barnabas  och Bride.

### 1990-talet
Under 1990-talet blev det allt vanligare med kristna hårdrocksband, bland dem Guardian, Skillet, och Narnia.

### 2000-talet
Under 2000-talet kom flera band inom denna genre, men inte så många kända. Några är Kutless, ReinXeed, Theocracy och Golden Resurrection (Christian Liljegren).

### Fotnoter
1. ↑  John J. Thompson, Raised by Wolves: the Story of Christian Rock & Roll (Ottawa, Ontario Canada:, Ontario: ECW Press, 2000), ISBN 1550224212, pp. 153-4.
2. ↑  Kapelovitz, Dan (16 mars 2001). ”Heavy Metal Jesus Freaks - Headbanging for Christ”. Mean Magazine. Arkiverad från originalet den 5 augusti 2007. https://web.archive.org/web/20070805040049/http://www.kapelovitz.com/christianmetal.htm. Läst 6 september 2007.